# Boys panserværnsriffel
Rifle, Anti-Tank, .55in, Boys sædvanligvis kaldet "Boys Anti-tank Rifle" (Boys-panserværnsriffel), var en britisk panserværnsriffel, som blev anvendt under 2. Verdenskrig. Den fik øgenavnet "elefantriflen" af dens brugere på grund af dens størrelse og store kaliber.
Der var tre hovedversioner af riflen. En tidlig model (Mark I) som havde en rund mundingsbremse og et T-formet støtteben, som fortrinsvis blev bygget af BSA i England, en senere model (Mk I*) fortrinsvis bygget af Jonathan Inglis i Toronto, Canada, som havde en firkantet mundingsbremse og V-formede støtteben, og en tredje model til brug for luftbårne styrker med et 30 tommers løb (762 mm) og ingen mundingsbremse. Der var også forskellige patroner, hvor en senere version gav bedre gennemtrængningskraft.
Selv om den var brugbar mod lette kampvogne i begyndelsen af krigen var Boys ubrugelig mod sværere panser og blev udfaset til fordel for PIAT midtvejs i krigen.

## Design og udvikling
Skaberen af dette skydevåben var kaptajn H. C. Boys (den assisterende chef for Design) som var medlem af British Small Arms Committee og designer ved Royal Small Arms Factory, Enfield. Det blev oprindelig kaldt Stanchion; men blev omdøbt og opkaldt efter kaptajn Boys, som et tegn på respekt da han døde nogle få dage inden riflen blev godkendt til brug i november 1937.
Bundstykket blev fødet fra et femskuds magasin. Våbenet var stort og tungt med støtteben forrest og et ekstra greb under den polstrede kolbe. For at mindske rekylen fra den store kaliber .55 patron blev bundstykket standset af en kraftig fjederdrevet buffermekanisme monteret foran geværkolben, og der var en mundingsbremse på løbet. Boys-riflen var blevet lavet med talrige små skruer af blødt stål som var skruet ind i våbenet, hvilket gjorde reparation og vedligeholdelse til et mareridt for dem som skulle vedligeholde og reparere dem.
Patronen var en tilpasning af .50 kaliber fra et tungt maskingevær med et tilføjet bælte, og afskød et 47,6 grams projektil. Ved introduktionen var våbnet effektivt mod let pansring (23,2 mm tykt) på 90 meters afstand.
Der var to normalt anvendte patroner under 2. Verdenskrig: W Mark 1 (60 g AP med 747 m/s) og W Mark 2 ammunition (47.6 g AP projektil med 884 m/s). W Mark 1 kunne gennemtrænge 23,2 mm panser på 90 meters afstand, svarende til tykkelsen på frontpanseret på et halvbæltekøretøj eller en panservogn, eller siden eller det bagudvendte panser på en let kampvogn. Senere under krigen blev der udviklet et kraftigere projektil, W Mark 2, som havde en kerne af wolfram og som havde en mundingshastighed på 945 m/s. Boys-riflens effektive afstand mod ikke-pansrede mål, såsom infanteri, var langt større.
Trods buffermekanismen og den polstrede kolbe blev rekylet (sammen med støjen og mundingsglimtet) beskrevet som rædselsvækkende, og forårsagede ofte hold i nakken og forvredne skuldre. Som følge heraf blev Boys-riflen næsten aldrig brugt som et fritstående våben - undtagen i nødstilfælde.

## Tjeneste
Boys-riflen blev brugt i begyndelsen af 2. verdenskrig mod let pansrede tyske kampvogne og køretøjer. Storbritannien leverede også et stort antal Boys-panserværnsrifler til Finland i 1939-1940 under Vinterkrigen mod Sovjetunionen. Våbenet var populært blandt finnerne, fordi det kunne bruges mod de sovjetiske T-26-kampvogne, som finnerne mødte i mange kampe.
Selv om det var nyttigt mod tidlige tyske og italienske kampvogne under slaget om Frankrig og under Felttoget i Nordafrika, såsom Panzer I, Panzer II og tidlige modeller af Panzer III, betød tykkere pansring at Boys-riflen blev stort set ubrugelig som panserværnsvåben. En forkortet udgave blev udleveret i 1942 til brug blandt luftbårne styrker, og blev i begrænset omfang anvendt i Tunesien, hvor det viste sig fuldstændig ubrugeligt på grund af den reducerede mundingshastighed som følge af det afkortede løb. Boys-riflens omdømme efter slaget om Frankrig var sådant, at den canadiske regering bestilte en træningsfilm: Stop That Tank!, fra Disney for at imødegå riflens forheksede ry.. Trods det blev den snart udskiftet med PIAT (Projector, Infantry, Anti-Tank) på de europæiske slagmarker i 1943, hvor det først blev brugt under Invasionen af Sicilien. Boys-riflen fandt nogen anvendelse mod bunkere, maskingeværreder og tyndt pansrede køretøjer, men blev hurtigt udskiftet i britisk og Commonwealth-tjeneste af det amerikanske kaliber .50 Browning M2 maskingevær da dette våben blev tilgængeligt i stort tal.
Med AP (panserbrydende), API (panserbrydende brand), og APIT (panserbrydende brand- og sporlysammunition) var Browning M2 lige så god til at gennembryde panser og mere ødelæggende når det antændte tyndt pansrede køretøjer end Boys-riflen og kunne også bruges som et effektivt antiluftskytsvåben. Selv det britiske Special Air Service, som gjorde megen brug af erobrede eller fundne våben i deres jeeps og rekognosceringskøretøjer, slap hurtigt af med deres Boys-rifler til fordel for .50 Brownings M2 eller den italienske 20 mm Breda-kanon.[kilde mangler]
Våbnet var standard i britiske og Commonwealth-styrker, som forsøgte at stoppe den japanske fremtrængen under Stillehavskrigen. I slaget ved Milne Bay viste riflen sig fuldstændig ubrugelig. Den kunne heller ikke stoppe japanske kampvogne i Malaya. Nogle beretninger hævder dog, at 1. Punjab-regiment ødelagde to lette japanske kampvogne ved en vejspærring. Under slaget om Singapore hævder Cambridgeshire Regiment at Boys-riflen var meget velegnet til at lave huller i mure under gadekampe.
Det amerikanske Marinekorps købte canadiske Boys-rifler inden angrebet på Pearl Harbor. De blev i begrænset omfang anvendt af Marine Raiders mod fjendtlige bunkere og hjalp med til at skyde et vandfly ned ud for Makin øen. Den 1. amerikanske rangerbataljon var også udstyret med Boys-rifler, men de blev ikke anvendt i kamp. Det andre fem rangerbataljoner fik lov til at bruge Boys-rifler, men blev ikke udstyret med dem.
Boys-rifler blev anvendt af filippinske soldater i 2. verdenskrig under den japanske besættelse fra 1942-1945 og efter krigen fra 1945 til 1960'erne under Hukbalahap-opstanden (1946–1954) og af filippinske tropper i Korea under Koreakrigen (1950–1955).[kilde mangler]
Boys-riflen blev også brugt af Kuomintangstyrker under den 2. kinesisk-japanske krig i både Kina og Burma.
I september 1965 beskød medlemmer af IRA den britiske patruljebåd HMS Brave Borderer med en Boys-riffel og beskadigede en af dens turbiner mens den var på besøg i Waterford i Irland.

## Brugere
- Storbritannien
- Australien
- Canada
- Republikken Kina
- Malaya
- Congo – nogle få blev brugt af congolesiske oprørere, muligvis leveret af Kina.
- Finland – som 14 mm pst kiv/37, under Vinterkrigen og Fortsættelseskrigen.
- Frankrig - modtog en stor leverance i bytte for 25 mm panserværnskanoner.[12]
- Nazityskland - rifler erobret efter evakueringen af British Expeditionary Force i Norge og Frankrig fik betegnelsen 13,9-mm Panzerabwehrbüchse 782(e) i tysk tjeneste.[13]
- Grækenland benyttet af den græske hær under den græske borgerkrig
- Italien - erobret under felttoget i Nordafrika.[14]
- Irland
- Luxembourg
- New Zealand
- Filippinerne – benyttet af den filippinske hær og politi i 2. verdenskrig under den japanske besættelse fra 1942 til 1945, i efterkrigstiden fra 1945 til 1960'erne, af den filippinske ekspeditionsstyrke i Korea (PEFTOK) under Koreakrigen fra 1950 til 1955 og under Hukbalahap opstanden fra 1946 til 1954.
- Sovjetunionen - modtog 3.200 Boys-rifler gennem Lend-Lease.[15]
- USA – benyttet af det amerikanske marinekorps i begyndelsen af 1942 på Filippinerne mod nedgravede infanteristillinger. Den blev også brugt af Marine Raiders.[13] Under Koreakrigen lånte Marinekorpset nogle Boys-rifler fra canadiske tropper, forstærkede dem og monterede kikkertsigter på dem. De blev brugt som langtrækkende snigskytterifler på eksperimental basis, hvor de afskød .50 BMG ammunition med dobbelt ladning. Disse rifler havde en rækkevidde på over 1,8 km.[16]

### Monteret på køretøjer
Boys-riflen blev nogle gange monteret på køretøjer såsom Universal Carrier, Humber LRC og Standard Beaverette panservogn.

## Eksterne kilder
- Wikimedia Commons har flere filer relateret til Boys panserværnsriffel
- The Boys Anti-Tank Rifle - Manuals, training and matters apropos Arkiveret 1. november 2011 hos  Wayback Machine
- AntiTank.co.uk
- Winterwar.com
- Jaegerplatoon.net
- Digger Historyarchived from the originalArkiveret 17. september 2010 hos  Wayback Machine
- An Introduction to Anti-Tank Rifle Cartridges by Anthony G Williams Arkiveret 25. februar 2016 hos  Wayback Machine
- The Pacific War 5: Chinese Infantry Weapons
- Disney Boys Rifle Training på YouTube